# Понор, Каталина
Катали́на Поно́р (рум. Cătălina Ponor IPA: /kətəˈlina poˈnor/; род. 20 августа 1987, Констанца) — румынская гимнастка, трёхкратная олимпийская чемпионка 2004 года, восьмикратная чемпионка Европы в 2004—2017 годах, многократный призёр чемпионатов мира. Наиболее успешно выступала на бревне и в вольных упражнениях.

## Биография
Начала заниматься гимнастикой в четыре года. В 2002 году спортсменку заметили Октавиан Белу и Марианна Битанг, пригласив в национальную сборную.
Первого крупного международного успеха добилась в 2003-м году на чемпионате мира в Анахайме. Настоящим триумфом Понор стал 2004-й год. Она стала трёхкратной олимпийской чемпионкой в Афинах, трёхкратной чемпионкой Европы, а также выиграла золото в финале Кубка мира. В декабре 2007 года Понор была вынуждена объявить об уходе из спорта в связи с травмами.
Весной 2011 года Каталина вернулась к тренировкам и в национальную сборную. На летних Олимпийских играх 2012 в Лондоне помогла сборной Румынии квалифицироваться в командный финал, а также квалифицировалась в индивидуальных первенствах в финалы на бревне и в вольных упражнениях. В командном финале она получила 15,100 в опорном прыжке, 15,416 на бревне и 14,8 в вольных упражнениях и помогла своей команде завоевать бронзовые олимпийские медали. В финале на бревне по оценкам судей занимала 3-е место с результатом 15,066. Однако по удовлетворенному протесту США в итоге получила только 4-е место: бронзовая медаль в этом виде была присуждена Александре Райзман (был повышен коэффициент сложности программы американки, с 6,2 до 6,3). Сразу после этого завоевала серебряную олимпийскую медаль в финале по вольным упражнениям с результатом 15,2.

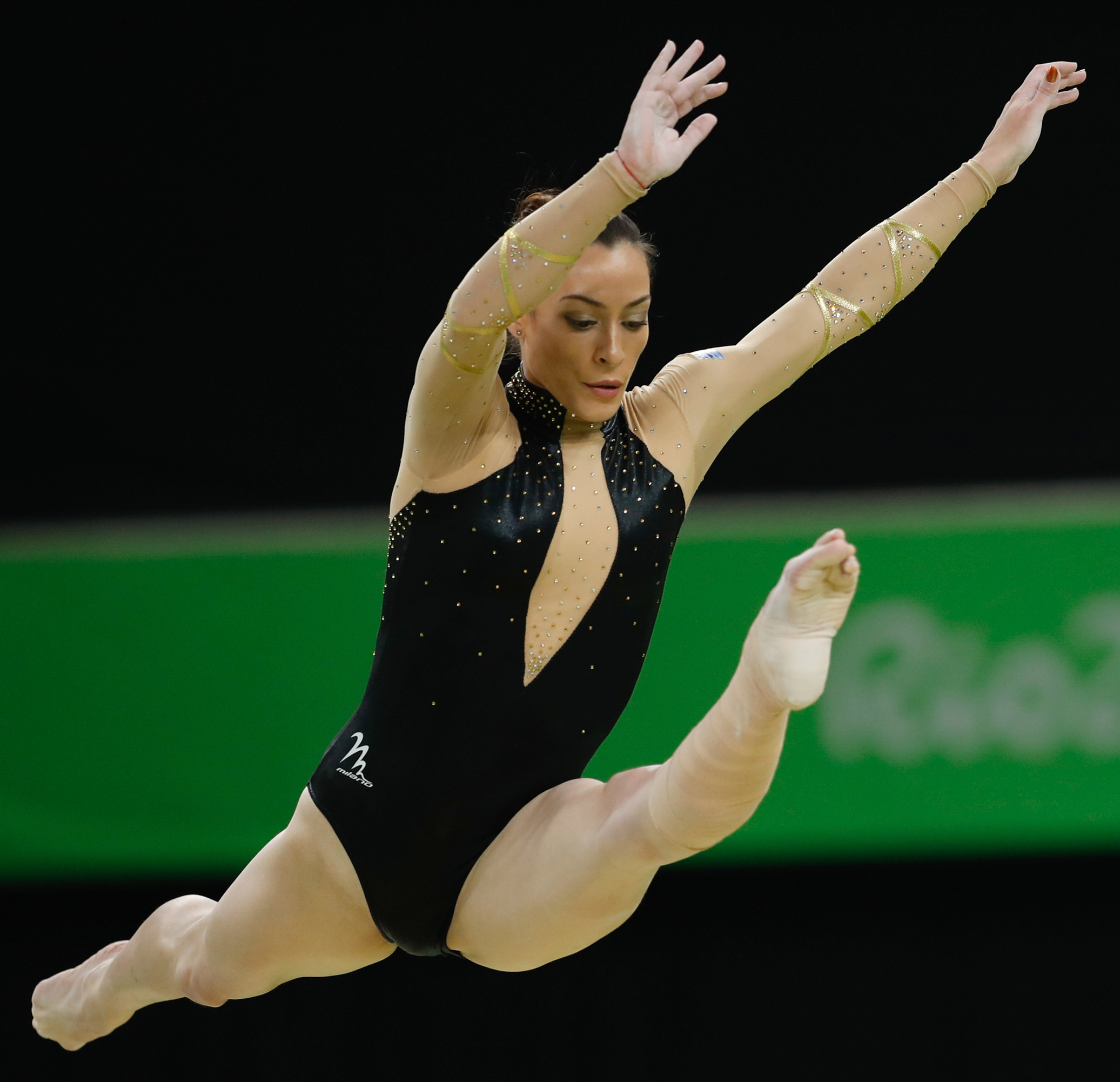
Олимпийские игры 2016 года

После Олимпиады 2012 года Понор не принимала участия в соревнованиях, но весной 2015, вместе с другой завершившей карьеру звездой румынской сборной Сандрой Избашей, заявила о намерениях вернуться в сборную перед Олимпийскими играми 2016. На чемпионате Европы 2016 румынка завоевывает две бронзовые медали. На Олимпийские игры в Рио-де-Жанейро у представительниц Румынии лишь одна квота, и 6 июля было объявлено, что эта квота достается Каталине Понор. Кроме того, Понор была выбрана знаменосцем на церемонии открытия. На Играх смогла пройти в финал в упражнении на бревне, но выступила в финале неудачно и стала лишь 7-й. Понор стала первой румынской гимнасткой выступившей на трех Олимпиадах. После Рио объявила о планах выступить на домашнем чемпионате Европы 2017, а также на следующей Олимпиаде в Токио, в 2020 году.
В 2017 году удостоена звания почётного гражданина Бухареста.
На домашнем чемпионате Европы 2017 в Клуж-Напока завоевала золотую медаль в упражнении на бревне, установив рекорд по количеству золотых медалей континентальных первенств на этом снаряде (пять побед).
5 октября 2017 года, после квалификационных соревнований чемпионата мира, объявила о завершении карьеры.